# Cicer songaricum
Cicer songaricum är en ärtväxtart som beskrevs av Dc. Cicer songaricum ingår i släktet kikärter, och familjen ärtväxter. Inga underarter finns listade i Catalogue of Life.